# موکرون
شهر موکرون (به فرانسوی: Mouscron) در شهرستان موزکرون  در استان انو  در منطقه فدرال والوون در کشور بلژیک واقع شده‌است.